# Mohammed al-Bashir
Mohammed al-Bashir (àrab: محمد البشير)  (Jabal Zawiya, 1983) és un enginyer i polític sirià. És el primer ministre de Síria des del 9 de desembre del 2024.
Nascut el 1983 a Jabal Zawiya, a la governació d'Idlib, al llarg de l'etapa formativa es va graduar en l'estudi de la xaria per la Universitat d'Idlib i en enginyeria electrònica i elèctrica per la Universitat d'Alep. Ja entrat en política, va exercir com a ministre de Desenvolupament i Afers Humanitaris en el Govern de Salvació de Síria a la mateixa governació d'Idlib, controlada de facto per l'organització salafista Tahrir al-Xam. Més tard, el 2024, va ser-ne elegit el president. Més endavant, arran de l'enderrocament del govern d'Al-Àssad a escala nacional, se li va encarregar que formés un govern de transició per al país, segons es va decidir a Damasc el 9 de desembre del 2024 en una reunió a tres parts entre ell mateix, Mohammad Ghazi al-Jalali com a primer ministre de Síria i el rebel Abu Mohammad al-Julani, líder del mateix grup Tahrir al-Xam. Així doncs, va prendre el relleu d'Al-Jalali com a primer ministre de l'Estat.